# Комлошу-Мік
Комлошу-Мік (рум. Comloșu Mic) — село у повіті Тіміш в Румунії. Входить до складу комуни Комлошу-Маре.
Село розташоване на відстані 453 км на захід від Бухареста, 44 км на захід від Тімішоари.

## Населення
За даними перепису населення 2002 року у селі проживали 925 осіб.
Національний склад населення села:
| Національність | Кількість осіб | Відсоток |
| -------------- | -------------- | -------- |
| румуни         | 738            | 79,8%    |
| німці          | 84             | 9,1%     |
| цигани         | 73             | 7,9%     |
| угорці         | 23             | 2,5%     |

Рідною мовою назвали:
| Мова      | Кількість осіб | Відсоток |
| --------- | -------------- | -------- |
| румунська | 763            | 82,5%    |
| німецька  | 82             | 8,9%     |
| циганська | 56             | 6,1%     |
| угорська  | 19             | 2,1%     |